# Franz Offenberger
Franz Offenberger (* 27. November 1931 in Wien; † 17. Dezember 2003) war ein österreichischer Eisschnellläufer.

## Karriere
Offenberger startete für den Wiener Eislauf-Verein bei den Olympischen Winterspielen 1952 in Oslo, 1956 in Cortina d’Ampezzo und das letzte Mal 1960 in Squaw Valley, ohne jedoch Medaillen zu erringen.

## Persönliche Bestzeiten
| Disziplin | Zeit        | Jahr |
| --------- | ----------- | ---- |
| 500 m     | 43,0 s      | 1960 |
| 1500 m    | 2:17,3 min  | 1956 |
| 5000 m    | 8:28,2 min  | 1959 |
| 10.000 m  | 17:54,7 min | 1953 |